# CNBC Europe

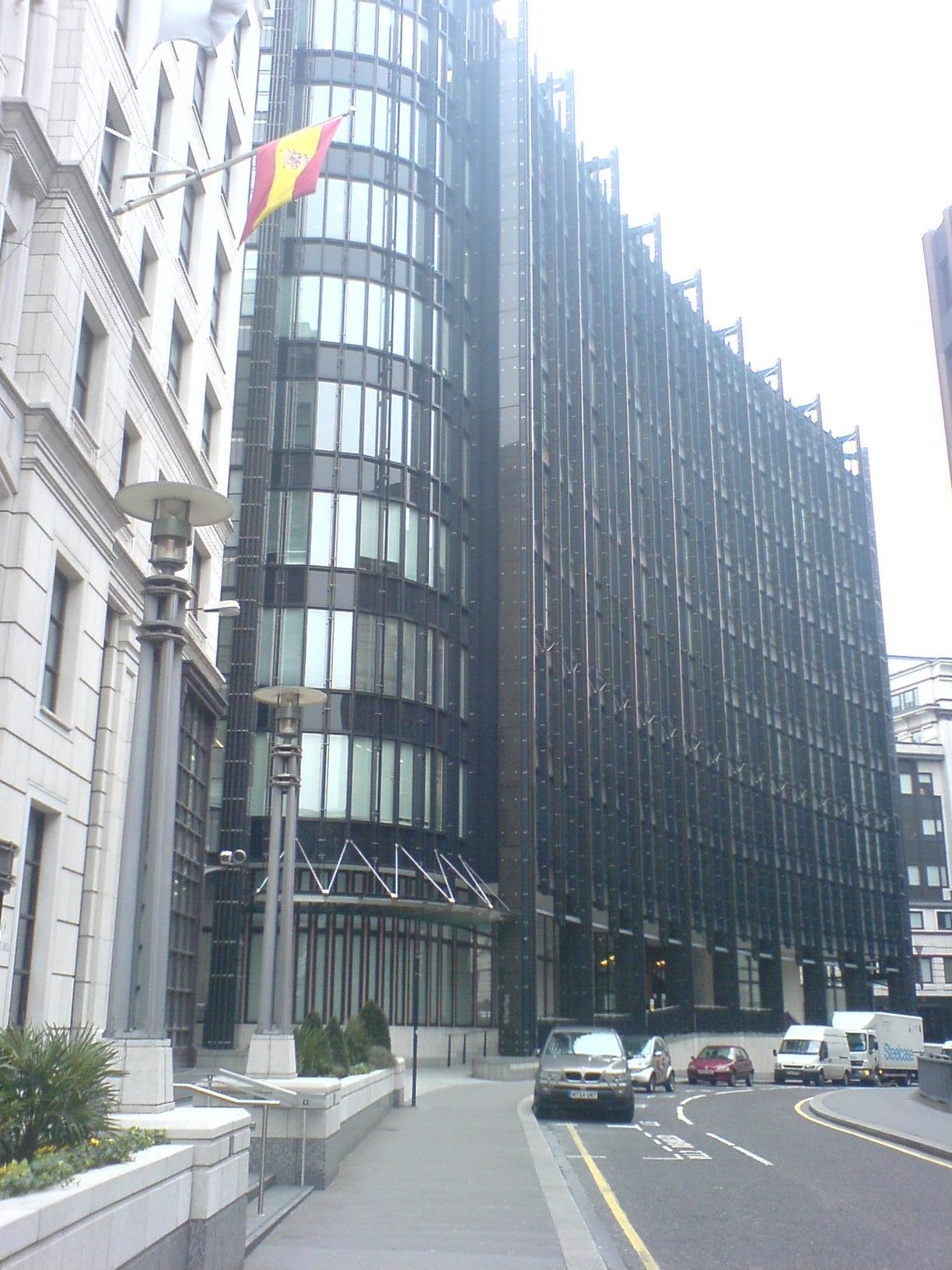
Siedziba CNBC Europe w Londynie, Wielka Brytania

CNBC Europe – kanał biznesowy z sieci CNBC, jest jedyną ogólnoeuropejską stacją telewizyjną dostarczającą na bieżąco informacje finansowe i biznesowe. CNBC Europe ma siedzibę w Londynie. Kanał dociera do ponad 100 milionów gospodarstw domowych.

## Historia
7 stycznia 2008 r. stacja została unowocześniona i zaprezentowała nowe studio.

## Współpraca z TVN CNBC
Kanał biznesowy został uruchomiony przy współpracy Grupy TVN z siecią CNBC, dzięki czemu stacja ma możliwość korzystania z biur CNBC na całym świecie (tj. Londyn, Frankfurt nad Menem, Mediolan, Bruksela, Paryż, Nowy Jork, Tokio, Dubaj, Singapur, Korea Południowa i Południowa Afryka). Kanał TVN CNBC korzysta z infrastruktury i zasobów redakcyjnych CNBC Europe, co pozwala na łączenia na żywo z centrami finansowymi na całym świecie. Polski kanał został połączony z CNBC stałym łączem, co pozwala na wymianę materiałów. Reporterzy kanału TVN zdają również relacje dla europejskiego nadawcy. Z końcem 2013 roku współpraca z TVN CNBC została zakończona.

## Oferta programowa
Programy z Europy stanowią ponad kilka godzin codziennej ramówki stacji. Pozostałe godziny to informacje giełdowe z Azji i USA.